# Vodafonedeildin 2009
Vodafonedeildin 2009 var den 62. udgave af det færøske mesterskab i fodbold.

## Tabel
| Nr | Hold            | K  | V  | U | T  | Mf |   | Mi | +/- | P                                                         |
| -- | --------------- | -- | -- | - | -- | -- | - | -- | --- | --------------------------------------------------------- |
| 1  | HB Tórshavn     | 27 | 16 | 7 | 4  | 59 | – | 37 | +22 | 55UEFA Champions League 2010–11#Anden kvalifikationsrunde |
| 2  | EB/Streymur     | 27 | 15 | 5 | 7  | 56 | – | 34 | +22 | 50UEFA Europa League 2010–11#Første kvalifikationsrunde   |
| 3  | Víkingur Gøta   | 27 | 14 | 5 | 8  | 51 | – | 36 | +15 | 47UEFA Europa League 2010–11#Anden kvalifikationsrunde    |
| 4  | NSÍ Runavík     | 27 | 13 | 5 | 9  | 56 | – | 46 | +10 | 44UEFA Europa League 2010–11 Første kvalifikationsrunde   |
| 5  | B68 Toftir      | 27 | 12 | 7 | 8  | 48 | – | 41 | +7  | 43                                                        |
| 6  | AB Argir        | 27 | 9  | 7 | 11 | 29 | – | 35 | −6  | 34                                                        |
| 7  | ÍF Fuglafjørður | 27 | 8  | 6 | 13 | 45 | – | 48 | −3  | 30                                                        |
| 8  | B36 Tórshavn    | 27 | 7  | 7 | 13 | 37 | – | 53 | −16 | 28                                                        |
| 9  | KÍ Klaksvík     | 27 | 6  | 6 | 15 | 30 | – | 57 | −27 | 24Nedrykning til 1. deild                                 |
| 10 | 07 Vestur       | 27 | 4  | 7 | 16 | 39 | – | 63 | −24 | 19Nedrykning til 1. deild                                 |

 K: Kampe spillet, V: Vundne kampe, U: Uafgjorte kampe, T: Tabte kampe, Mf: Mål for, Mi: Mål imod, +/-: Måldifference, P: Point

 

## Målscorer
Kilde: soccerandequipment.com (engelsk)
19 mål
- Finnur Justinussen (Víkingur Gøta)

17 mål
- Arnbjørn Hansen (EB/Streymur)

15 mål
- Ameth Keita (B68 Toftir)

14 mål
- Andrew av Fløtum (HB Tórshavn)
- Károly Potemkin (NSÍ Runavík)

12 mål
- Hjalgrím Elttør (KÍ Klaksvík (5) / NSÍ Runavík (7))

10 mål
- Fróði Benjaminsen (HB Tórshavn)
- Jens Erik Rasmussen (07 Vestur)

9 mål
- Christian Høgni Jacobsen (NSÍ Runavík)
- Bogi Løkin (NSÍ Runavík)
- Andy Olsen (ÍF Fuglafjørður)
- Rógvi Poulsen (HB Tórshavn)

|  | Denne artikel kan blive bedre, hvis der indsættes geografiske koordinater Denne artikel omhandler et emne, som har en geografisk lokation. Du kan hjælpe ved at indsætte koordinater i wikidata. |